# آروی اوشنیا
آروی اوشنیا (به انگلیسی: RV Oceania) یک کشتی بود که طول آن 48.9m بود. این کشتی در سال ۱۹۸۵ ساخته شد.